# Chiesa di San Martino dei Gualdesi
La chiesa di San Martino dei Gualdesi si trova a Castelsantangelo sul Nera, nelle Marche, in provincia di Macerata.

## Storia
Durante il XIV secolo furono gli abitanti di Gualdo a volere la costruzione di questa chiesa dedicata al loro santo protettore, come parrocchia all'interno delle mura del castello. Secondo il Liber Censuum Ecclesiae Spoletinae è uno degli edifici dipendenti dalla Pieve di Visso.
L'edificio e il suo apparato decorativo sono stati pesantemente danneggiati dal terremoto del 2016 in particolare dalla scossa del 26 ottobre che ebbe epicentro proprio a Castelsantagelo sul Nera.

## Descrizione
L'edificio è stato costruito secondo gli schemi propri delle zone interne, con un permanere di tratti romanici. La struttura presenta due portali aperti lungo la fiancata destra. Il campanile a torre è diviso in tre ordini da due cornici ed è arricchito, in prossimità dell'ultimo ordine, da tre bifore ed una monofora. L'interno è a navata unica, ed è coperto da un doppio spiovente sorretto da quattro archi a sesto acuto disposti trasversalmente. Sulla parete destra della terza campata è presente un affresco raffigurante un Cristo della Domenica , con due scritte a caratteri gotici: "In Quisto Modo Offendemo La Sancta Domenica" e "Li Diavuli Cu Li Lacci Han Pigliati Quilli Che Le Domeneche Et Le Feste Commandate Non An Venerate Et Santificate Et Parera' Dolcie Lo Peccato Per Menarce Alle Pene Tanto Amare". Il ciborio è decorato con affreschi attribuiti a Paolo da Visso e ai suoi allievi. Nella chiesa era originariamente presente un'Ultima Cena anch'essa attribuita a Paolo da Visso, nel periodo del suo apprendistato, tuttora collocata nella chiesa di Santo Spirito.

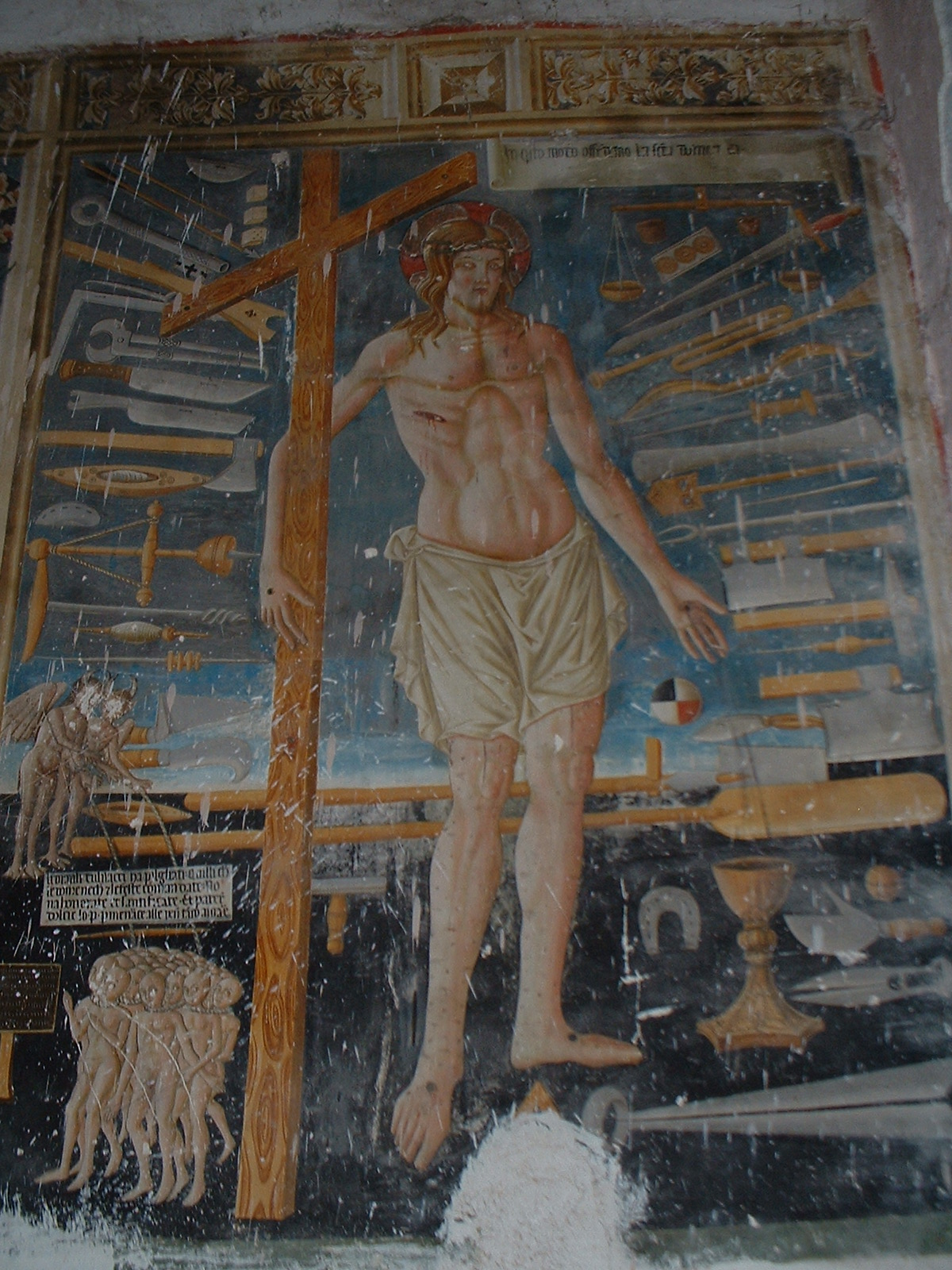
Il Cristo della domenica
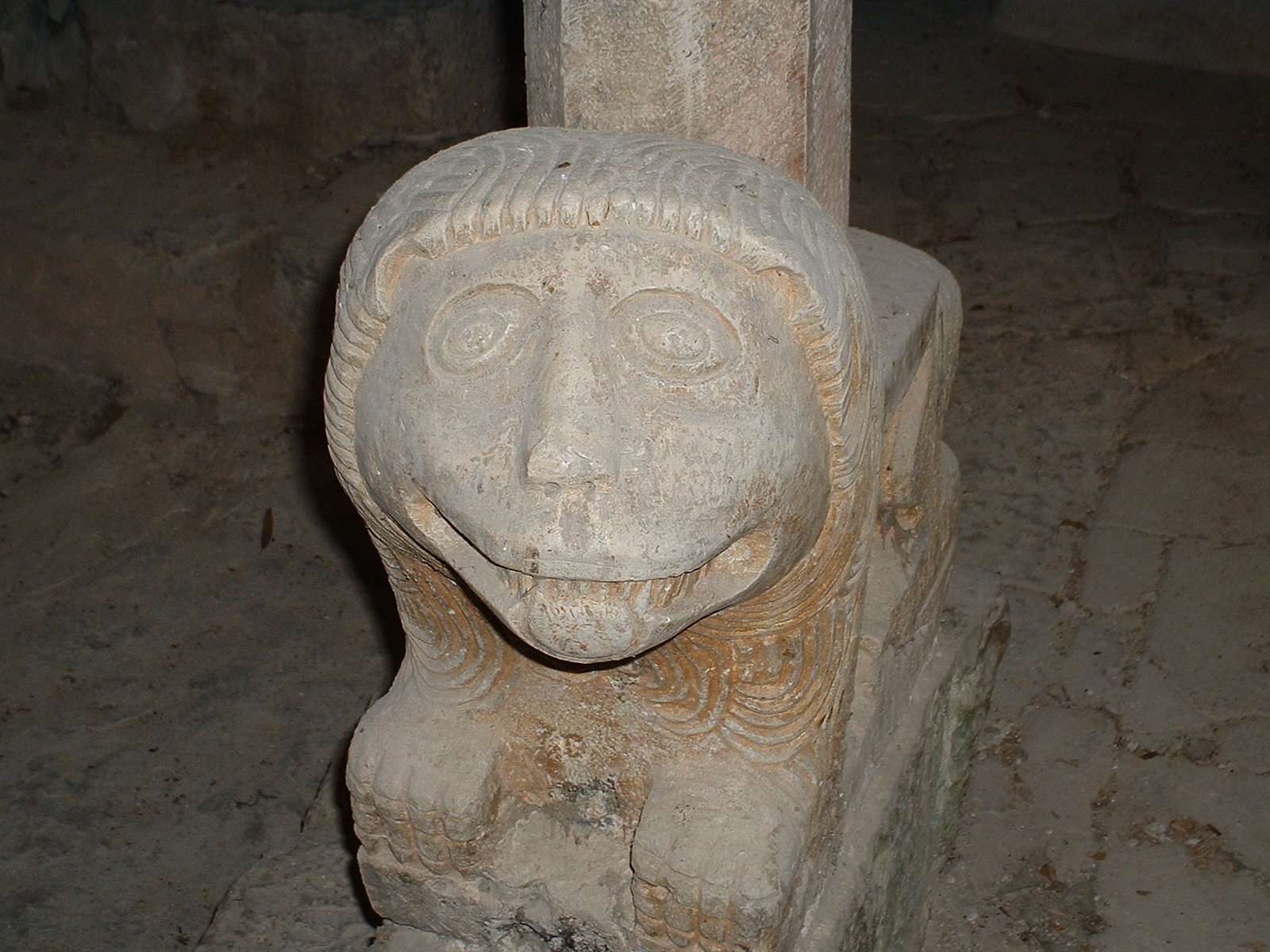
Leone stiloforo del ciborio
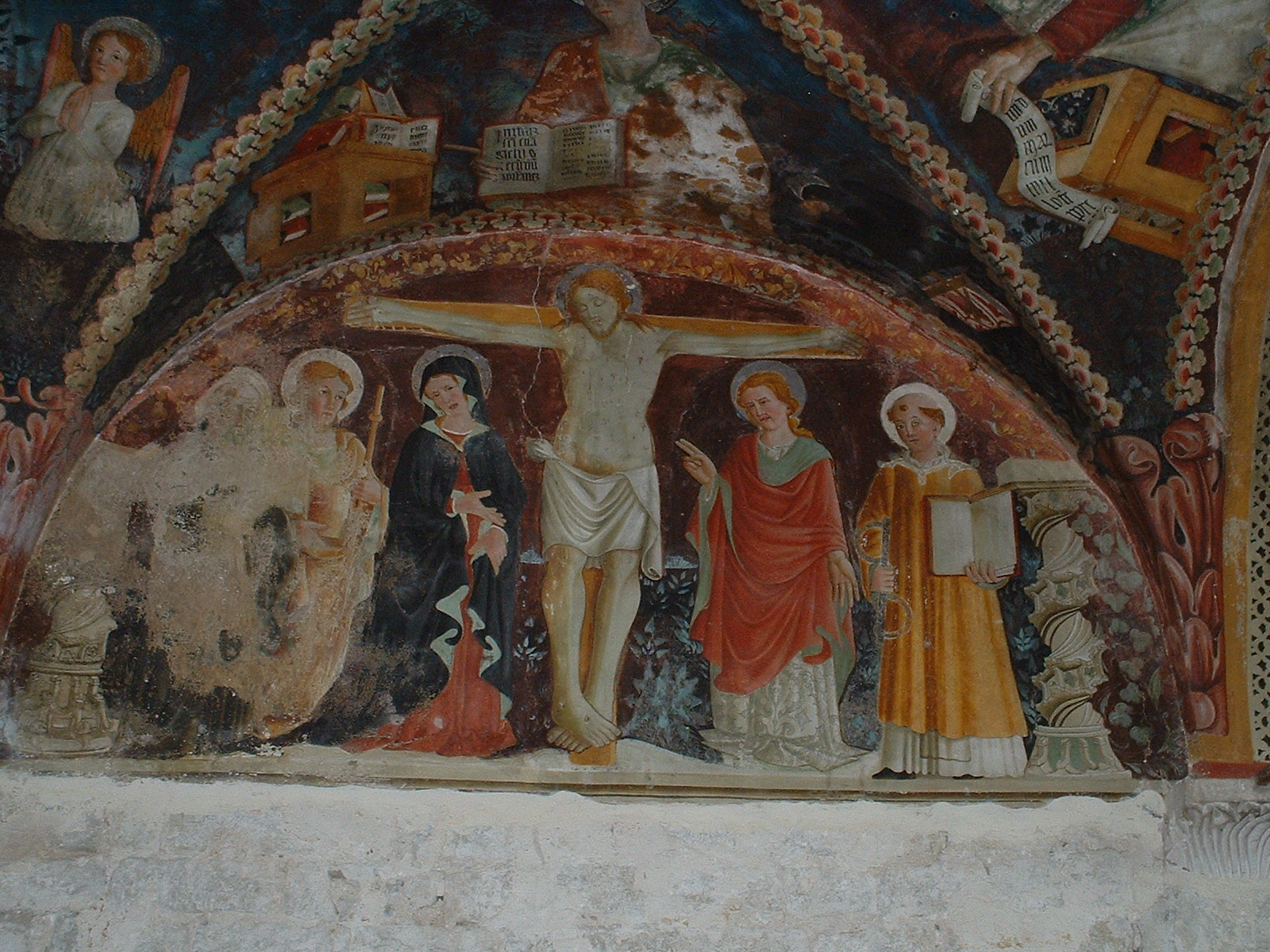
Particolare del ciborio
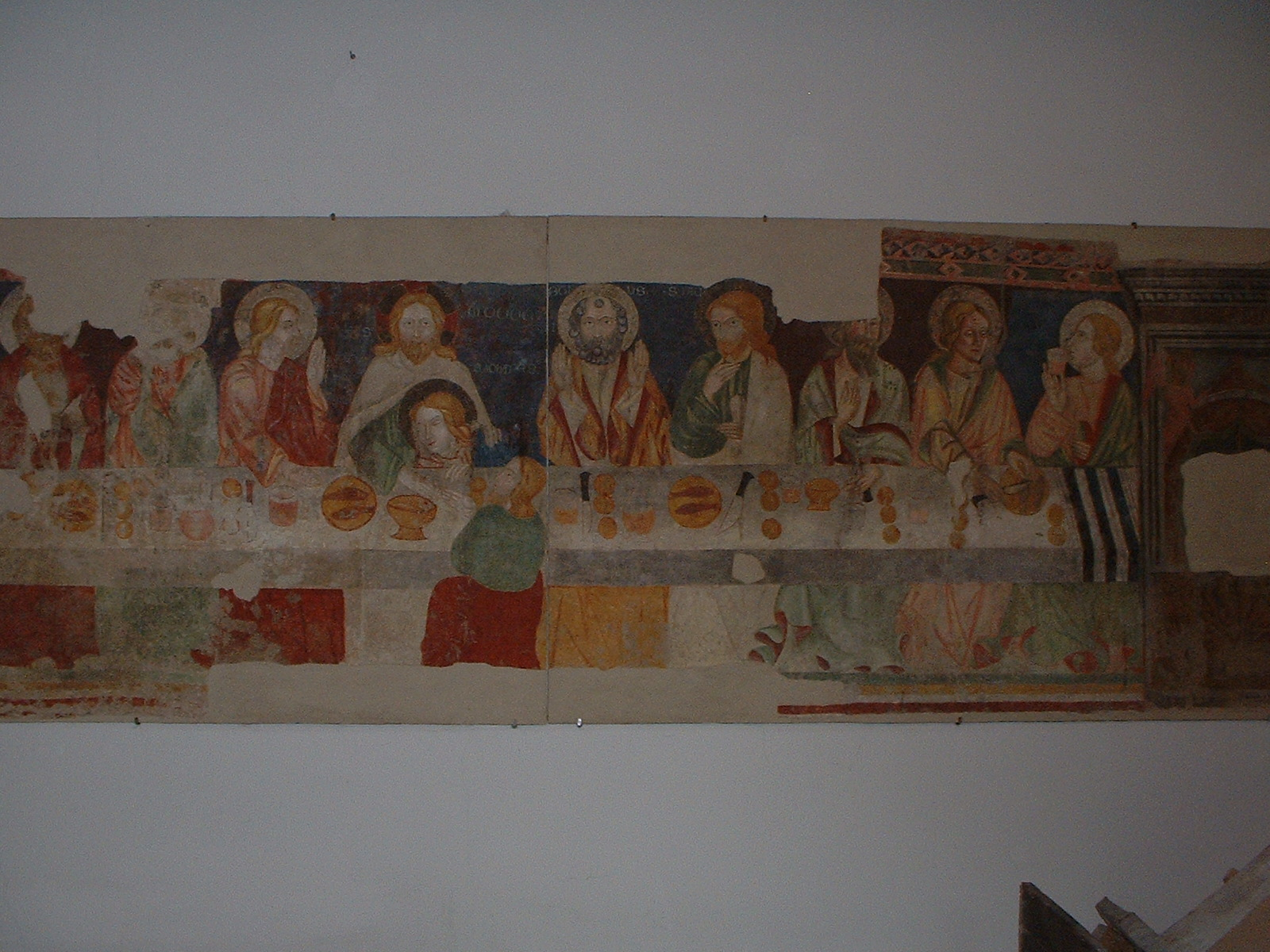
L'Ultima Cena, attualmente situato nella chiesa di Santo Spirito